# 1817 na literatura

## Eventos
- É publicado a Corografia Brasílica - primeiro livro editado no Brasil.

## Nascimentos
| Data          | Nome                | Profissão                                                         | Nacionalidade  | Observações | Ref |
| ------------- | ------------------- | ----------------------------------------------------------------- | -------------- | ----------- | --- |
| 12 de julho   | Henry David Thoreau | poeta, naturalista, ativista, pesquisador, historiador e filósofo | Estados Unidos | m. 1862     |     |
| 23 de Outubro | Pierre Larousse     | gramático e enciclopedista                                        | França         | m. 1875     |     |

## Mortes
| Data        | Nome        | Profissão  | Nacionalidade | Observações | Ref |
| ----------- | ----------- | ---------- | ------------- | ----------- | --- |
| 28 de Julho | Jane Austen | romancista | Inglaterra    | n. 1775     |     |